# بيتر بيكر (سياسي كندي)
بيتر بيكر هو سياسي كندي، ولد في 7 مايو 1849، وتوفي في 10 أغسطس 1924. انتخب عضو الجمعية الوطنية في كيبك ‏.